# WSXGA+
WSXGA+ (ang. Widescreen Super Extended Graphics Array) – standard panoramicznych rozdzielczości ekranu.

Standardowe rozdzielczości ekranowe

Rozdzielczość ekranu wynosi 1680×1050 pikseli.
Jest panoramiczną wersją SXGA+, bardzo popularną w 20- i 22-calowych monitorach LCD.
Sporadycznie spotykana w laptopach.